# Becca Wardová
Rebecca Claire "Becca" Wardová (* 7. února 1990 Grand Junction, Spojené státy americké) je bývalá americká sportovní šermířka, která se specializovala na šerm šavlí. Spojené státy reprezentovala v prvním a druhém desetiletí jednadvacátého století. Na olympijských hrách startovala v roce 2008 v soutěži jednotlivkyň a družstev. V soutěži jednotlivkyň získala na olympijských hrách 2008 bronzovou olympijskou medaili. V roce 2006 získala titul mistryně světa v soutěži jednotlivkyň. S americkým družstvem šavlistek vybojovala na olympijských hrách 2008 bronzovou olympijskou medaili a v roce 2005 vybojovala s družstvem titul mistryň světa.